# Forcipomyia elongata
Forcipomyia elongata är en tvåvingeart som först beskrevs av Jean-Jacques Kieffer 1901.  Forcipomyia elongata ingår i släktet Forcipomyia och familjen svidknott.
Artens utbredningsområde är Rumänien. Inga underarter finns listade i Catalogue of Life.